# Muqātil ibn Sulaimān
Muqātil ibn Sulaimān (arabisch مقاتل بن سليمان; gestorben 767) war ein islamischer Traditionsgelehrter, Koranexeget und Theologe, der einen der ersten Korankommentare erstellt hat, aber wegen seiner angeblich extrem anthropomorphistischen Gottesauffassung und seiner Anleihen bei den Ahl al-kitāb (Christen und Juden) bei den späteren muslimischen Gelehrten in nicht besonders gutem Ruf stand.

## Leben
Muqātil wurde in Balch geboren und verbrachte die frühe Zeit seines Lebens in Chorasan. Er soll in einem freundschaftlichen Verhältnis zu Sālim ibn Ahwaz al-Mazīnī gestanden haben, dem Kommandanten des letzten umayyadischen Statthalters in Chorasan, Naṣr b. Sayyār. Einige Biographen erwähnen, dass er in der Moschee von Marw einen theologischen Schlagabtausch mit Dschahm ibn Safwān über die Attribute Gottes hatte. Nach der Machtergreifung der Abbasiden wanderte Muqātil in den Irak aus. Zunächst ließ er sich in Basra nieder, dann verbrachte er einige Zeit in der neu gegründeten Hauptstadt Bagdad. Verschiedene Berichte zeigen ihn als Gesprächspartner des abbasidischen Kalifen al-Mansūr. Kurz vor seinem Tod kehrte er nach Basra zurück.

## Werke
In den letzten Jahren hat besonders Muqātils großer Tafsīr, der zwischen 1979 und 1988 in fünf Bänden in Kairo veröffentlicht wurde, das Interesse der Wissenschaft auf sich gezogen, weil er einer der frühesten erhaltenen muslimischen Korankommentare überhaupt ist. Ein Unterschied zu den meisten späteren Korankommentaren besteht darin, dass Muqātil bei der Interpretation der verschiedenen Stellen nicht den Dissens der Gelehrten über die Auslegung dieser Stellen referiert, sondern immer nur seine eigene Interpretation vorträgt. John Wansbrough charakterisierte Muqātils Art der Korankommentierung als "haggadische Exegese", weil sie den Koran mit zahlreichen narrativen Elementen anreichert und in eine fortlaufende Geschichte verwandelt. Josef van Ess sieht Muqātil bei seiner Anreicherung des Korantextes mit phantastisch-legendenhaften Elementen in der Tradition der chorasanischen "Geschichtenerzähler" (quṣṣāṣ).
Ein weiteres Charakteristikum von Muqātils Tafsīr ist, dass er nichts unerklärt lässt. Alle im Koran genannten Personen, Personengruppen und Tiere, mögen die Angaben dazu auch noch so vage sein, werden von ihm mit Namen versehen. So weiß er zum Beispiel zu berichten, dass die Ameise, die in Sure 27:18 zu Salomo spricht, eigentlich al-Dscharmī hieß. Viele dieser Identifikationen haben lange nachgewirkt. So hat zum Beispiel seine Erklärung, dass al-Chidr mit Elischa identisch ist, über Jahrhunderte im persischen und türkischen Sprachbereich das Bild von Chidr geprägt.
Muqātils großer Tafsīr ist sowohl in Chorasan als auch in Bagdad weitergegeben worden. Dem Kairiner Druck liegt eine westliche Rezension zugrunde. Daneben gab es noch eine östliche Rezension, die nur durch Zitate in dem späteren Korankommentar von ath-Thaʿlabī (st. 1036) überliefert ist. Mehmet Akif Koç hat 2008 diese beiden Rezensionen miteinander verglichen. Neben dem großen Tafsīr gibt es noch zwei andere koranexegetische Werke, die von Muqātil überliefert sind, der Tafsīr ḫamsimīʾat āya ("Erklärung der 500 Koranverse") und das Kitāb Wuǧūh al-Qurʾān ("Buch der Aspekte des Korans").

## Wirkungsgeschichte
Spätere Häresiographen wie Abū l-Hasan al-Aschʿarī sagten Muqātil einen extremen Anthropomorphismus nach. Er habe sich Gott ganz wie einen Menschen vorgestellt, aus Fleisch und Blut, mit Haaren, Knochen, inneren Organen und konkreten Körpermaßen. Sirry, der Muqātils Korankommentar unter diesem Gesichtspunkt untersucht hat, kommt zu dem Ergebnis, dass von anthromorphistischen Auffassungen dort keine Spur zu finden ist. Er vermutet, dass die "Legende" von Muqātils Anthropomorphismus im Zusammenhang mit den Berichten über seine Auseinandersetzung mit Dschahm ibn Safwān entstanden ist. Da Dschahm als Exponent eines extrem abstrakten Gottesbildes galt, wurde Muqātil umgekehrt eine extrem anthropomorphistische Auffassung zugeschrieben.
Ab dem späten Mittelalter nahm man darüber hinaus daran Anstoß, dass Muqātil in seinem Tafsīr auf Isrā'īlīyāt zurückgriff, also auf Überlieferungen, die von Christen und Juden stammten. Dies wurde als einer der größten Mängel dieses Werkes betrachtet.